# Destí cel·lular
Destí cel·lular és el fenomen pel qual una cèl·lula està compromesa a realitzar un determinat programa de diferenciació cel·lular com a part del pla corporal de l'organisme. En aquest procés, determinats segments del genoma són seleccionats diferencialment per a la seva expressió i implica una pèrdua progressiva de potencialitat per a formar múltiples teixits, progressant de totipotència a pluripotència i finalment a cèl·lules diferenciades.
L'adquisició d'un compromís de destí cel·lular és divisible en dues etapes:
- Especificació, en la qual la cèl·lula és capaç de diferenciar-se autònomament fins i tot si és posada en un medi neutre, però encara pot revertir el seu destí.
- Determinació, en la que el compromís és irreversible, diferenciant-se fins i tot posada en un lloc diferent de l'embrió.